# کارل یاسپرس
کارل تئودور یاسپرس (۲۳ فوریه ۱۸۸۳ – ۲۶ فوریه ۱۹۶۹)، روان‌پزشک، فیلسوف سیاسی و فیلسوف اگزیستانسیالیست آلمانی بود.

## زندگی
کارل یاسپرس در ۲۲ فوریه ۱۸۸۳ در شهر اولدنبورگ آلمان به دنیا آمد و پسر مدیر یک بانک بود. بعد از پایان دوره دبیرستان، سه نیمسال در دانشگاه هایدلبرگ و مونیخ حقوق خواند و سپس به تحصیل در رشته پزشکی در برلین، گوتینگن و هایدلبرگ به مدت پنج سال پرداخت. در سال ۱۹۰۹ دکترای خود را در پزشکی گرفت و در سال ۱۹۱۳ قبل از آغاز جنگ جهانی اول استادیار روان‌پزشکی دانشگاه هایدلبرگ و در سال ۱۹۲۱ استاد رسمی دانشگاه شد. وی از سال ۱۹۳۰ میلادی به تدریس فلسفه مشغول شد.
در نهضت نازی به علت اظهار افکاری که مخالف با نازیسم بود، از کار برکنار شد و پس از شکست آلمان (۱۹۴۵) از نو سمت فوق به او واگذار شد.
او در همین دوران افکار کی‌یرکگور فیلسوف اگزیستانسیالیست را تبلیغ می‌کرد. پس از ردکردن دعوت دانشگاه‌های گرایس والد، کیل و بن، در سال ۱۹۴۸ استاد دانشگاه بازل شد.

## اندیشه

کتاب نیچه اثر یاسپرس

یاسپرس جامعه صنعتی امروز را که هدفش تأمین سطح معینی از رفاه برای اکثریت هرچه بیشتر مردم است برای شخصیت انسانی خطرناک می‌داند. او از خداوند به عنوان وجود متعالی نام می‌برد و نقصان معرفت و محدودیت قدرت انسان را دلیل وجود ناشناس غیرقابل شناخت هستی فرض می‌کند.

## مرگ
یاسپرس در ۲۶ فوریه ۱۹۶۹ (۸۶ سالگی) بر اثر حمله قلبی درگذشت.

## مهم‌ترین آثار
- کتاب فلسفه در سه جلد (۱۹۳۵)
- نیچه (۱۹۳۶)
- منطق فلسفی (۱۹۴۷)
- آغاز و انجام تاریخ (۱۹۵۰)
- فلاسفه بزرگ (۱۹۷۵)
- فلسفه هستی (۱۹۶۴)[۳]

## ترجمه‌ها به فارسی
- آغاز و انجام تاریخ، ترجمهٔ محمدحسن لطفی تبریزی، خوارزمی.
- کوره‌راه خِرَد: درآمدی به فلسفه، ترجمهٔ مهبد ایرانی‌طلب، تهران: قطره، ۱۳۷۸
- افلاطون، ترجمهٔ محمدحسن لطفی تبریزی، از مجموعهٔ فیلسوفان بزرگ خوارزمی.
- اسپینوزا، کارل یاسپرس، ترجمهٔ محمدحسن لطفی تبریزی، طرح نو.
- سقراط، ترجمهٔ محمدحسن لطفی تبریزی، از مجموعهٔ فیلسوفان بزرگ خوارزمی.
- آگوستین، کارل یاسپرس، ترجمهٔ محمدحسن لطفی تبریزی، از مجموعهٔ فیلسوفان بزرگ خوارزمی.
- فلوطین، ترجمهٔ محمدحسن لطفی تبریزی، از مجموعهٔ فیلسوفان بزرگ خوارزمی.
- مسیح، ترجمهٔ احمد سمیعی گیلانی، از مجموعهٔ فیلسوفان بزرگ خوارزمی.
- کنفسیوس، ترجمهٔ احمد سمیعی گیلانی، از مجموعهٔ فیلسوفان بزرگ خوارزمی.
- کانت، ترجمهٔ میر عبدالحسین نقیب زاده، تهران: طهوری، ۱۳۷۲
- تراژدی کافی نیست، ترجمه البرز حیدر پور تهران: مرکز، ۱۳۹۷
- نیچه: درآمدی به فهم فلسفه‌ورزی او؛ ترجمهٔ سیاوش جمادی، تهران، ققنوس، ۱۳۸۳، ص ۷۰۱.
- ماهیت روان‌درمانی (ارزیابی انتقادی)، ترجمهٔ فربد فدایی، نشر چشمه، زمستان ۱۳۹۵
- یاسپرس، کارل(1394). ایده دانشگاه.ترجمه مهدی پارسا و مهرداد پارسا،تهران: نشر ققنوس
- نیچه و مسیحیت؛ ترجمه‌ی عزت الله فولادوند؛ ماهی (۱۳۹۳) سخن (۱۳۸۸)
- زندگی نامه‌ی فلسفی من؛ عزت الله فولادوند؛ نشر هرمس(۱۳۹۳)
- عقل و ضد عقل، ضیاء تاج الدین،نشر چشمه
- عالم در آیینهٔ تفکر فلسفی، محمود عبادیان، پرسش
- فلسفهٔ اگزیستانس، لیلا روستایی، کتاب پارسه(سبحان)
- مسئلهٔ تقصیر، فریده فرنود فر و امیر نصیری،نشر چشمه